# ムアンサムットサーコーン郡
座標: 北緯13度32分54秒 東経100度16分24秒 / 北緯13.54833度 東経100.27333度
ムアンサムットサーコーン郡（ムアンサムットサーコーンぐん）はタイ中部・サムットサコーン県の郡（アムプー）である。サムットサーコーン県の県庁所在地でもある。

## 名称
サムットサーコーンとは「海」という意味である。過去にはターチーンと呼ばれたがこれは「中国人の港」という意味である。なお、サムットサコーンは地元では、地元の運河の名前から取ってマハーチャイと呼ばれている。

## 歴史
アユタヤ王朝の王、トライローカナートにの命で編纂された『三印法典』、プラ・サムットムサコーンという官位
欽錫名をもつ官吏がムアン・ターチーンを治めていたとされている第4級ムアンであった。少なくとも、前期アユタヤ王朝時代においても、ターチーン川の河口にあり、上流にスパンブリーやナコーンチャイシーをかかえる要所として機能していたと考えられる。
後、チャクラパット王がこの町を、サコーンブリーと改名した。その後さらに時代は下ってラーマ4世（モンクット）が現在の名前に改称した。1897年サムットサコーンは郡（アムプー）となった。
その後、サムットプサーコーンはムアンサムットサーコーン郡と改称したが、1943年、ムアンが取れて再びサムットサーコーン郡に改称された。しかし、3年後にはさらにムアンサムットサーコーン郡と改称している。

## 地理
バンコク湾東部に面しており、海に面した地域には塩田が広がる。ターチーン川が南北に通っており、北のナコーンチャイシーやスパンブリーなどと通じている。
水路はターチーン川の他多くがめぐらされており、バンコクのチャオプラヤー川とターチーン川はマハーチャイ運河で結ばれている。道路は国道35号線が東西に通っており、東はサムットソンクラーム、西はバンコクとを結んでいる。これに並行して国鉄メークローン線が走り、ターチーン川の左岸にマハーチャイ駅が、右岸にバーンレーム駅がある。ターチーン川を渡る鉄道橋の建設はメークローン線の開通時以来実現しておらず、同線はマハーチャイ駅-バーンレーム駅間を渡船で連絡する形態が続いている。また国道3423号線が、サムットプラカーン県プラサムットチェーディー郡まで通っており、北に国道3091号線が出ており、国道4号線とを結んでいる。

## 経済
郡内の主要な第一次産業は塩田における塩の生産である。また郡内にはサムットサーコーン工業団地がある。

## 行政区分
郡には18の村があり、その下位に115の村がある。郡内には自治体（テーサバーン）が二つ設置されており、以下のようになっている。
- テーサバーンナコーン・サムットサーコーン・・・タムボン・マハーチャイ、タムボン・ターチャローム、タムボン、クローククラーク全体
- テーサバーンタムボン・バーンプラー・・・タムボン・バーンコの一部

また、郡内には15のタムボン行政体が設置されている。
| 1. タムボン・マハーチャイ・・・ตำบลมหาชัย 2. タムボン・ターチャローム・・・ตำบลท่าฉลอม 3. タムボン・クローククラーク・・・ตำบลโกรกกราก 4. タムボン・バーンボー・・・ตำบลบ้านบ่อ 5. タムボン・バーントラット・・・ตำบลบางโทรัด 6. タムボン・カーロン・・・ตำบลกาหลง 7. タムボン・ナーコーク・・・ตำบลนาโคก 8. タムボン・ターチーン・・・ตำบลท่าจีน 9. タムボン・ナート・・・ตำบลนาด 10. タムボン・ターサープ・・・ตำบลท่าทราย 11. タムボン・ドーククラブー・・・ตำบลคอกกระบือ 12. タムボン・バーンナムチュート・・・ตำบลบางน้ำจืด 13. タムボン・パンターイノーラシン・・・ตำบลพันท้ายนรสิงห์ 14. タムボン・コークカーム・・・ตำบลโคกขาม 15. タムボン・バーンコ・・・ตำบลบ้านเกาะ 16. タムボン・バーンクラチャオ・・・ตำบลบางกระเจ้า 17. タムボン・バーンパヤープレーク・・・ตำบลบางหญ้าแพรก 18. タムボン・チャイモンコン・・・ตำบลชัยมงคล | タムボン |